# Spermophora schoemanae
Spermophora schoemanae är en spindelart som beskrevs av Huber 2003. Spermophora schoemanae ingår i släktet Spermophora och familjen dallerspindlar. Inga underarter finns listade i Catalogue of Life.